# Ignace Kim Che-jun
Pour les articles homonymes, voir Saint Ignace et Kim.
Ignatius Kim Che-jun (saint Ignace Kim) est un saint qui fait partie des Martyrs de Corée. 
Il est né à Myonch’on, Ch’ungch’ong, en Corée, en 1796, et est mort décapité à Séoul le 26 septembre 1839. Il a été béatifié en juillet 1925, et canonisé le 6 mai 1984.
Il est le père d'André Kim Taegon, prêtre, martyr en 1846, canonisé comme son père en 1984.